# Базилика Святого Стефана
Базилика Святого Стефана, Базилика Святого Иштвана (венг.  Szent István-bazilika) — католический собор в Будапеште, крупнейший храм столицы Венгрии. Будапештская базилика — сокафедральный собор архиепархии Эстергома-Будапешта вместе с базиликой Святого Адальберта и сокафедра примаса Венгрии.

## Общее описание
Базилика Святого Стефана расположена в Пеште, занимает бо́льшую часть площади святого Иштвана (венг. Szent István tér). Базилика ориентирована по линии запад-восток. Главный фасад базилики выходит на запад, замыкая собой перспективу улицы Зриньи (венг. Zrinyi utca). Апсида выходит на улицу Байчи-Жилински (венг. Bajczy-Zsilinszky utca).
Длина храма — 87,4 метров, ширина — 55 метров и высота — 96 метров. Наряду со зданием парламента (высота обоих зданий одинакова — 96 метров) это самое высокое историческое здание Будапешта. Базилика Святого Стефана вместе с базиликой святого Адальберта в Эстергоме и Эгерской базиликой входит в триаду крупнейших церквей страны.
Храм построен в стиле неоренессанса. В плане представляет собой равносторонний «греческий крест». Над средокрестием, местом пересечения главного нефа и трансепта, расположен массивный купол высотой 96 метров и диаметром 22 метра.
По сторонам от главного фасада расположены две высокие колокольни. В правой колокольне находится самый большой колокол страны весом в 9 тонн. Над центральным входом высечена надпись на латыни — Ego sum via veritas et vita («Я есмь путь и истина и жизнь» Ин. 14:6).

## Интерьер
Стены и колонны храма отделаны мрамором различных пород. Интерьер богато украшен мозаикой, выполненной лучшими венгерскими мастерами. В алтарном пространстве под балдахином на колоннах находится статуя Святого Стефана, выполненная скульптором Алайошем Штроблем; вокруг расположены пять бронзовых барельефов, на которых изображены сцены из его жития.
Слева от алтаря находится золочёная рака, в которой хранятся мощи Святого Стефана (правая рука). 20 августа, в День святого Иштвана, по традиции, раку выносят из собора и совершают с ней крестный ход.
Собор украшен витражами, на которых изображены фигуры святых. Купол собора венчает изображение сотворения мира.

## История
Собор строился на протяжении 54 лет. Строительство началось в 1851 году и первоначально велось по проектам архитектора Йожефа Хильда. В 1868 году, когда храм был практически готов, произошло обрушение купола здания. Возглавивший впоследствии строительство Миклош Ибль сумел возвести новый купол по собственному проекту, удачно вписав его в композицию всего здания. Завершал строительство уже Йожеф Каузер, на долю которого выпали, в основном, внутренние работы.
Собор был освящён 9 ноября 1905 года. На освящении присутствовал император Франц Иосиф I. В 1938 году папа Пий XII присвоил собору Святого Стефана почётный статус малой базилики.

## Галерея

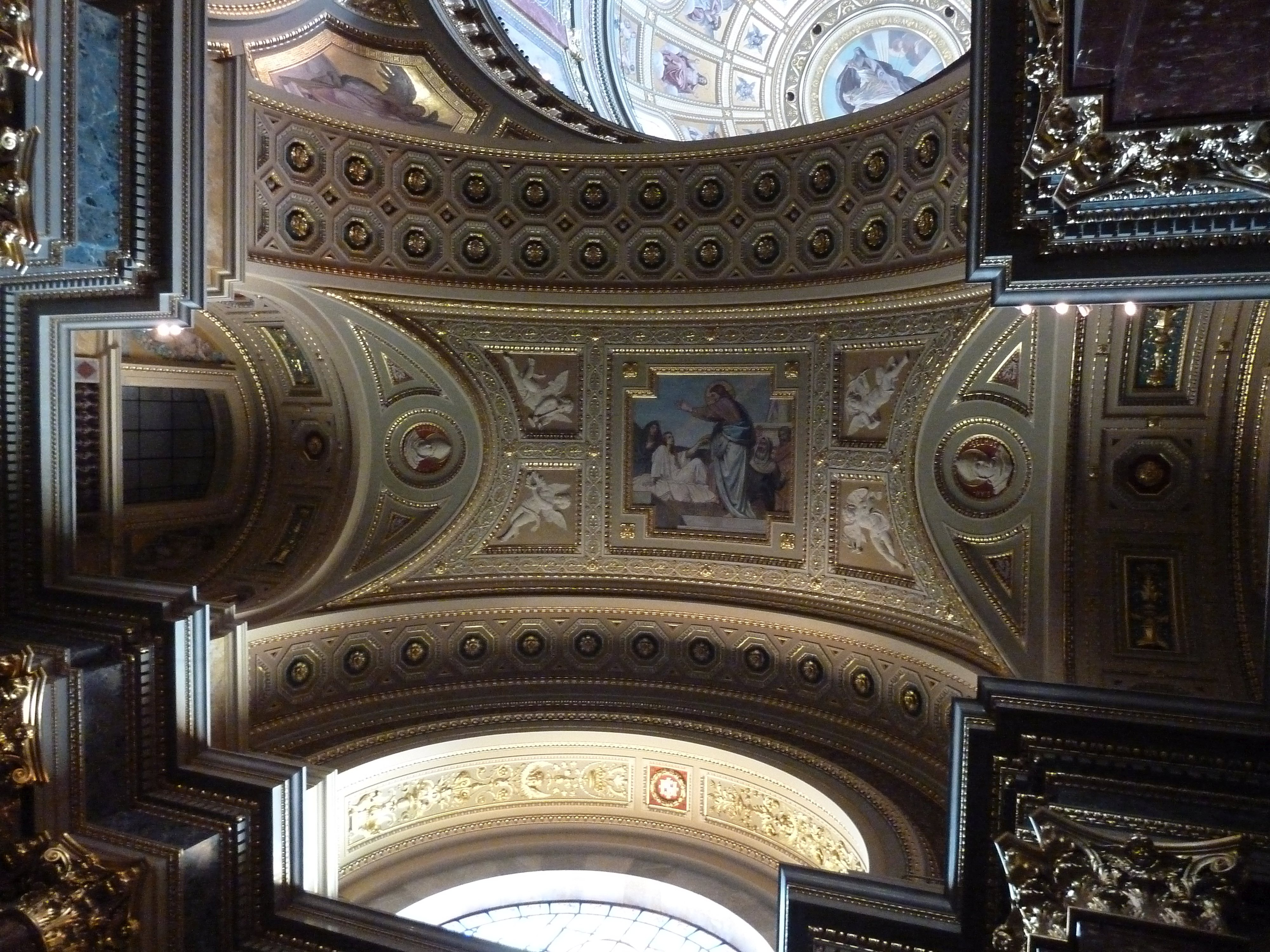
Фрагмент нефа
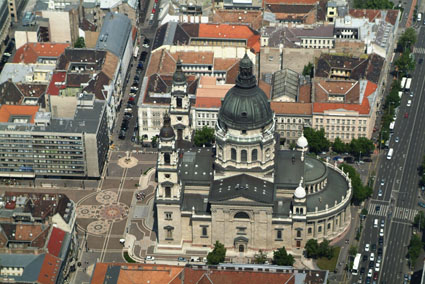
Вид с воздуха
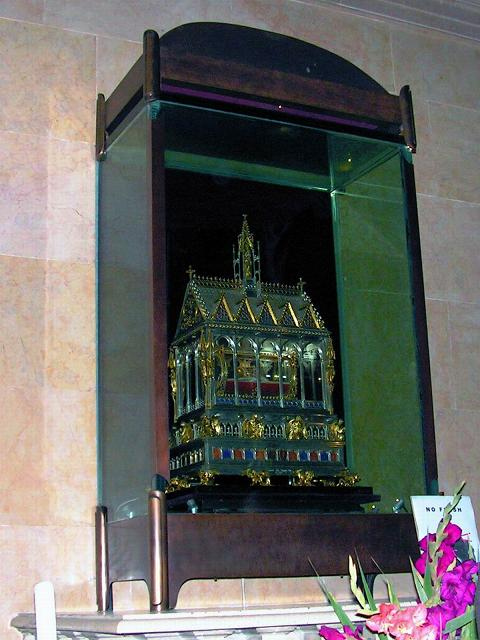
Рака с мощами Св. Стефана
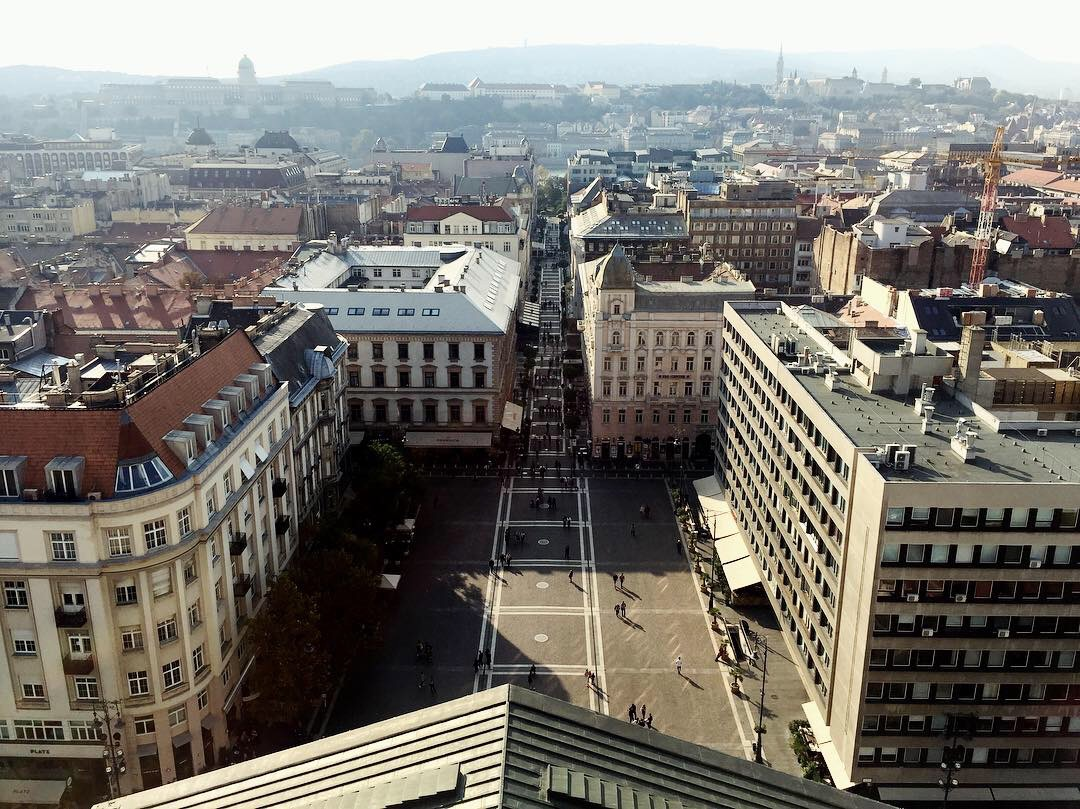
Вид с базилики Святого Стефана на город
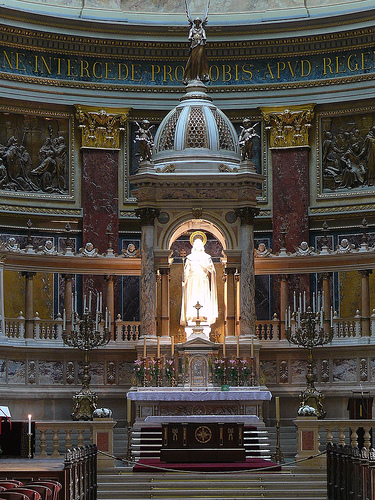
Алтарное пространство и статуя Св. Стефана
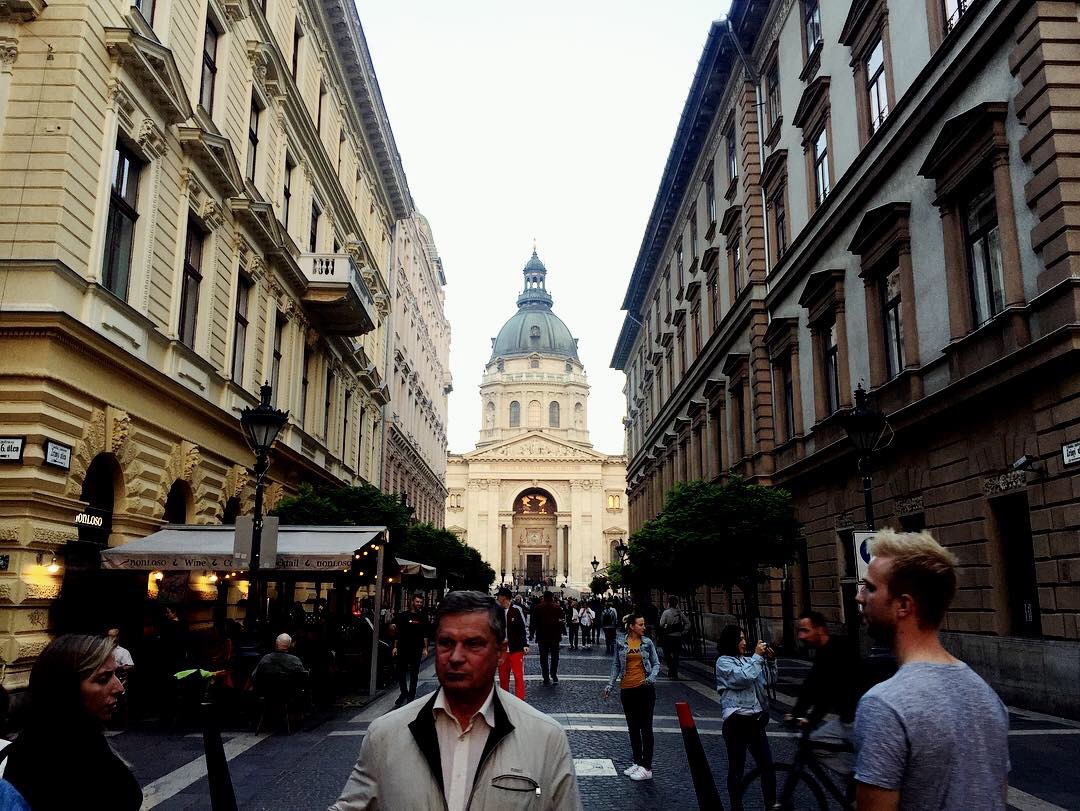
Вид на базилику Святого Иштвана с улицы Зриньи